# Óscar Tusquets
Óscar Tusquets Blanca (Barcellona, 14 giugno 1941) è un architetto, pittore e designer spagnolo.

## Biografia

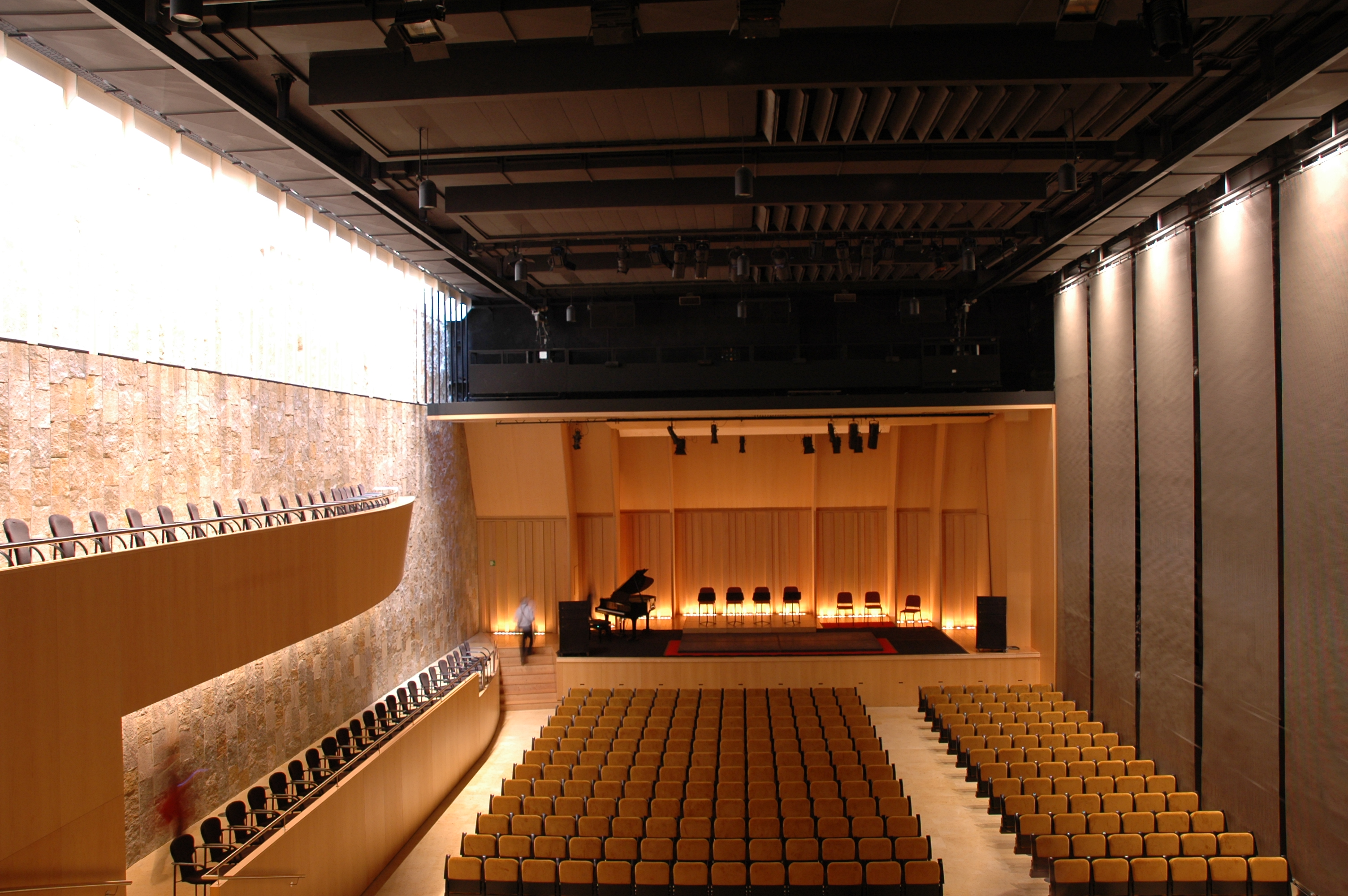
Petit Palau, di Oscar Tusquets

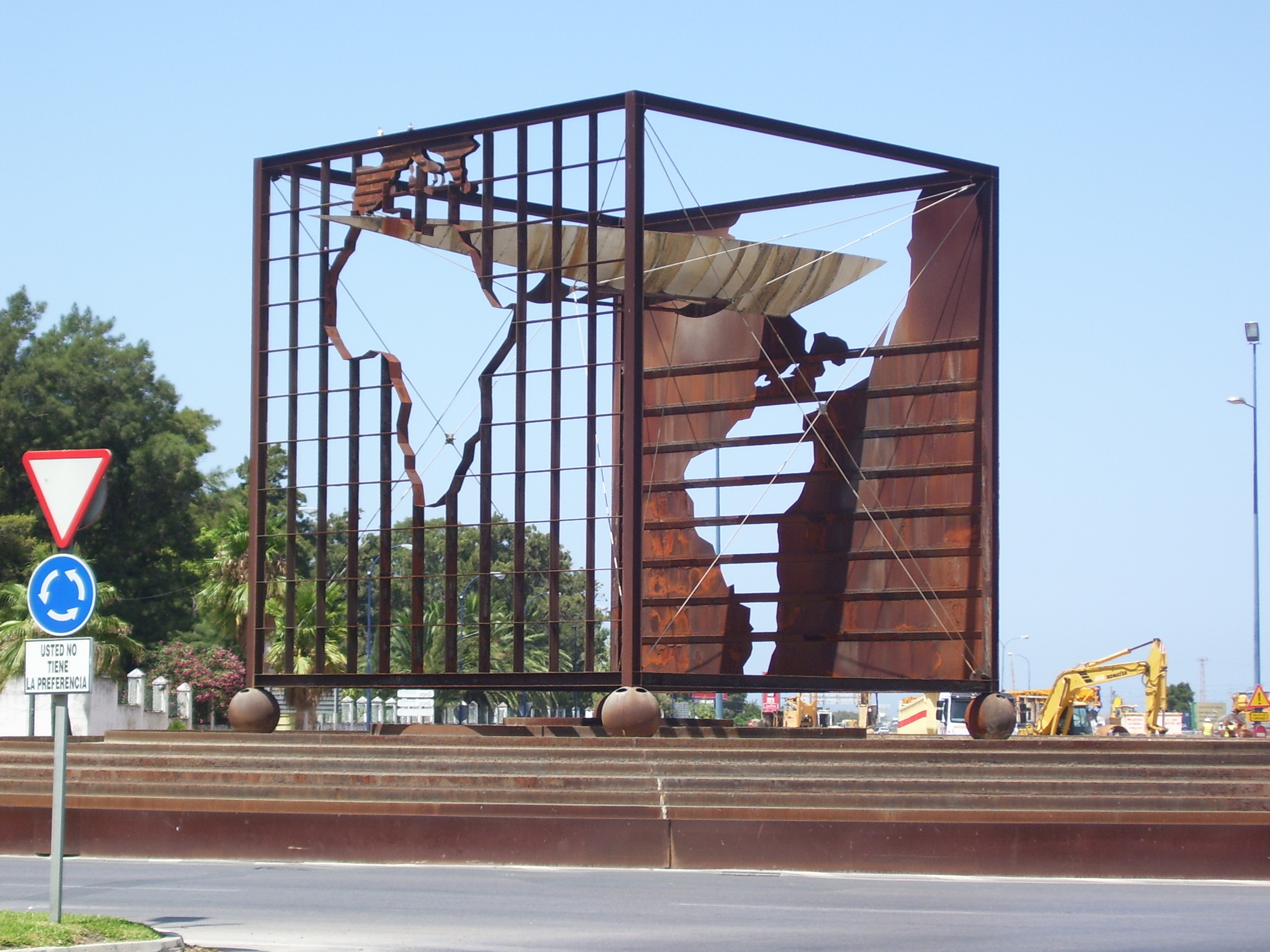
Monumento de la comunicación, opera di Óscar Tusquets

Dopo aver studiato alla Escola Llotja di Barcellona e nella ETSAB, nel 1964 fondò con Lluís Clotet lo Studio PER, con cui collaborò sino al 1984. Nel 1987 si associò all'architetto Carlos Díaz con cui realizzò progetti in diversi paesi come Giappone e Germania.
Nel 1980 ha partecipato all'ampliamento della Facoltà di Medicina dell'Università di Barcellona e due anni più tardi al rinnovamento del Palau de la Música Catalana. Inoltre ha partecipato a diversi progetti urbanistici come il rinnovamento della zona del Convent dels Àngels o la costruzione della Vila Olímpica, entrambi nella capitale catalana.
Tusquets è stato anche il progettista di una delle stazioni più spettacolari della linea 1 della metropolitana di Napoli, la stazione Toledo inaugurata nel 2012, ritenuta da molti come una delle più belle al mondo per le sensazioni di meraviglia che riesce a suscitare in coloro che ne ammirano la sua struttura ispirata al mare. 
Premiato in diverse occasioni, ha ricevuto nel 1987 la Croce di Sant Jordi.

## Libri
- Más que discutible (1994), Tusquets Editores

- Todo es comparable (1998), Editorial Anagrama
- Dios lo ve (2000), Editorial Anagrama
- Dalí y otros amigos (2003), RqueR Editorial
- Contra la desnudez (2007), Editorial Anagrama
- Tiempos que fueron (2012), con Esther Tusquets, Ediciones B
- Amables personajes (2014), Editorial Acantilado
- Pasando a limpio (2019), Editorial Acantilado, ISBN 978-8417902049.
- Vivir no es tan divertido y envejecer un coñazo (2021), Editorial Anagrama, ISBN 978-8433999207.
- Sin figuración, poca diversión: y otras certezas (2022), Tusquets Editores, ISBN 978-8411071024.